# Porsche 911 GT2
Porsche 911 GT2 – sportowy samochód osobowy produkowany przez niemiecką firmę Porsche od roku 1993 w oparciu o model Porsche 911 Turbo. Dostępny jako 2-drzwiowe coupé. Do napędu używano turbodoładowanych silników B6 o pojemności 3,6 litra. Moc przenoszona była na oś tylną poprzez 6-biegową manualną skrzynię biegów.

## 993 GT2

### Silnik
- B6 3,6 l (3600 cm³), 2 zawory na cylinder, DOHC, turbo
- Układ zasilania: wtrysk Bosch Motronic M5.2
- Średnica cylindra × skok tłoka: 100,00 mm × 76,40 mm
- Stopień sprężania: 8,0:1
- Moc maksymalna: 436 KM (321 kW) przy 5750 obr./min
- Maksymalny moment obrotowy: 540 N•m przy 4500 obr./min

### Osiągi
- Przyspieszenie 0-80 km/h: 2,8 s
- Przyspieszenie 0-100 km/h: 4,4 s
- Przyspieszenie 0-160 km/h: 8,5 s
- Prędkość maksymalna: 296 km/h

### Galeria

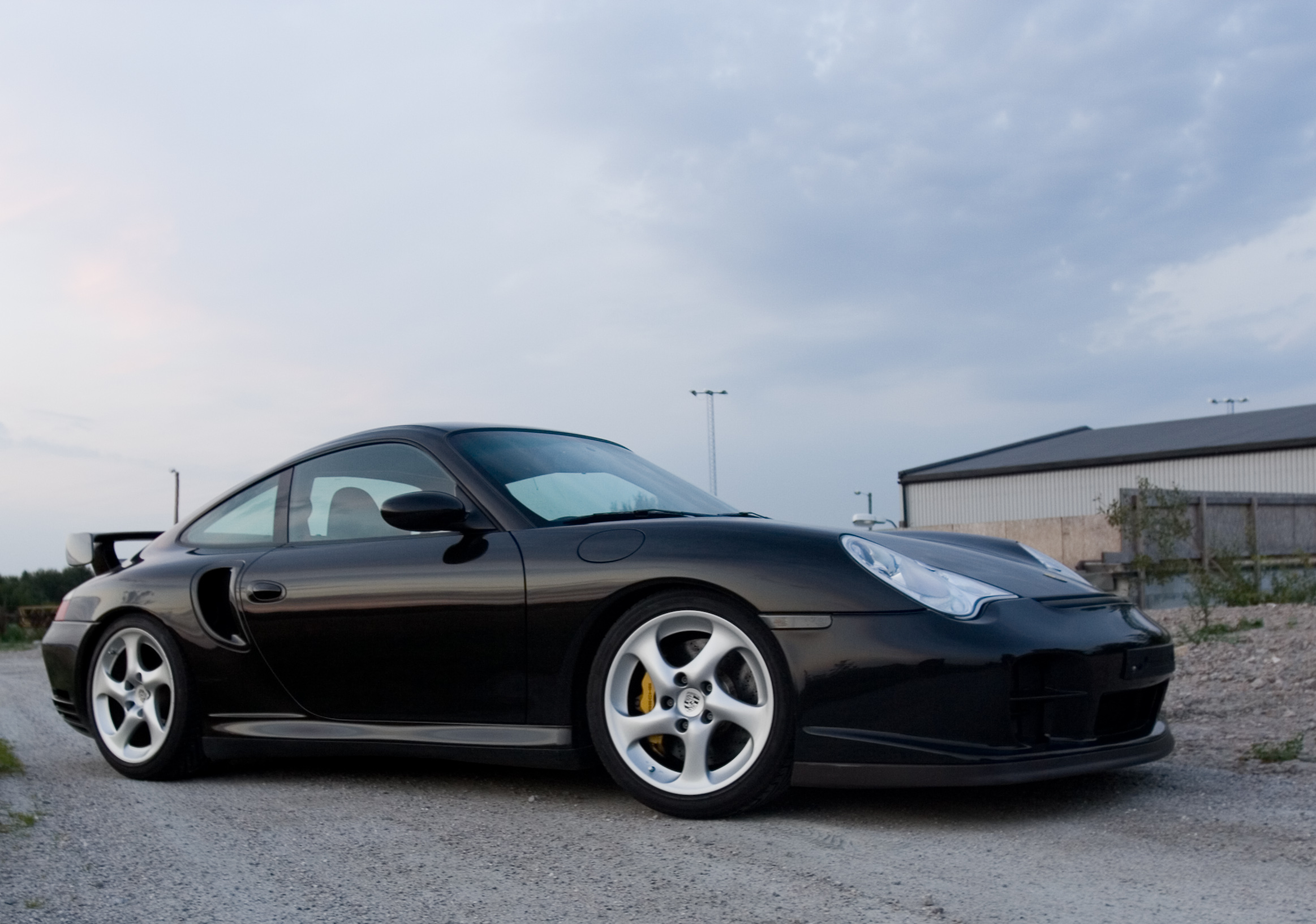
996 GT2
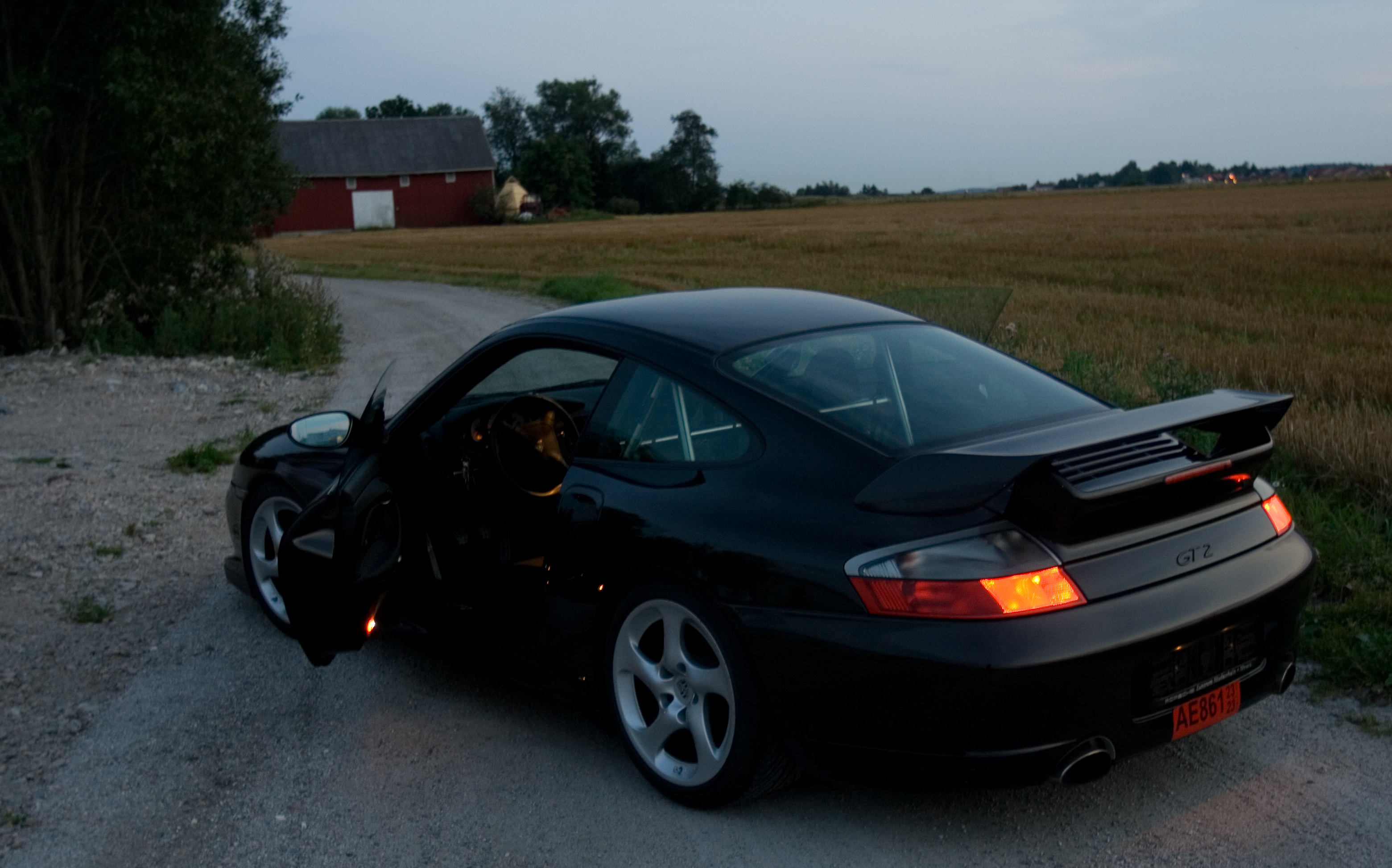
996 GT2
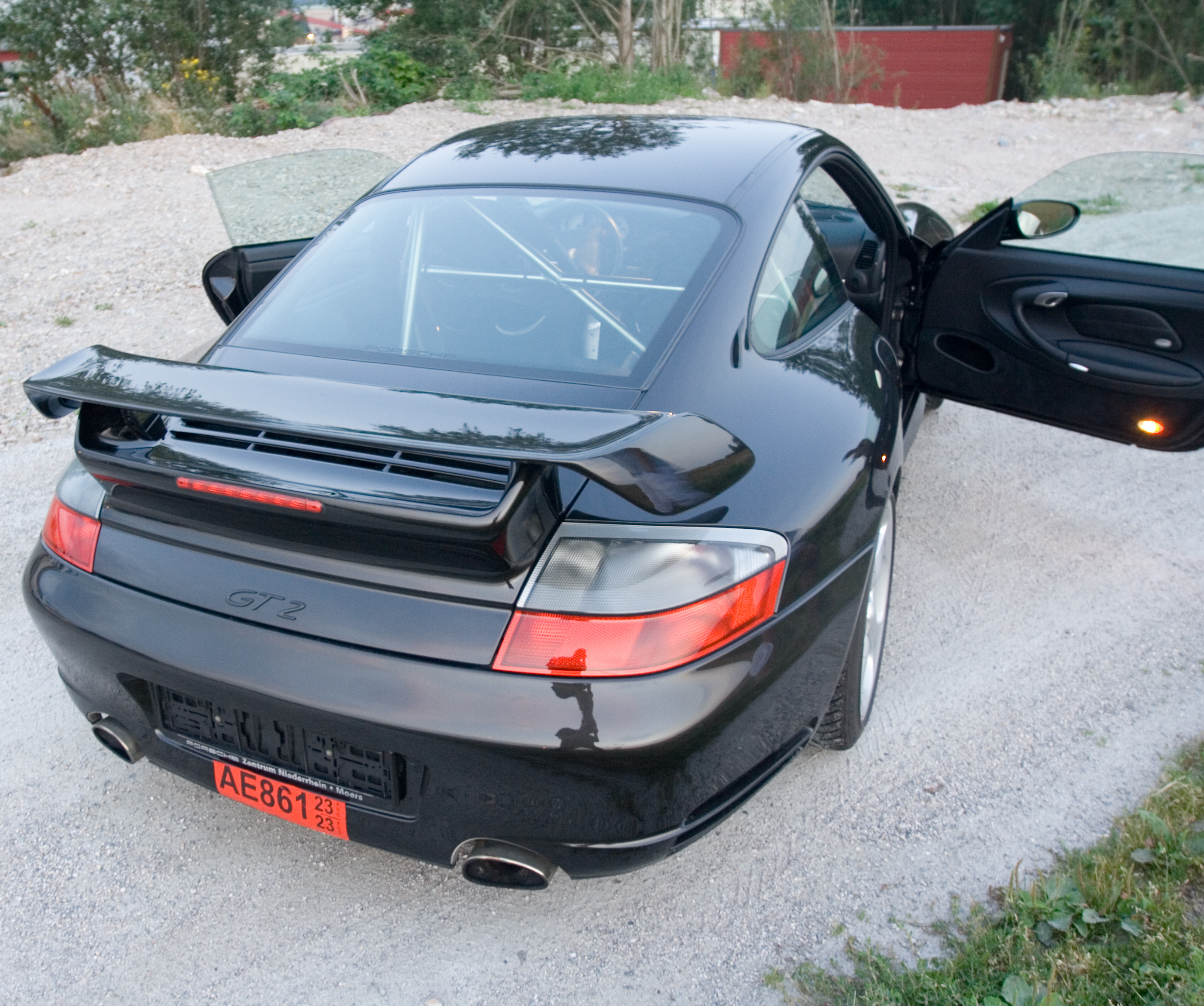
996 GT2
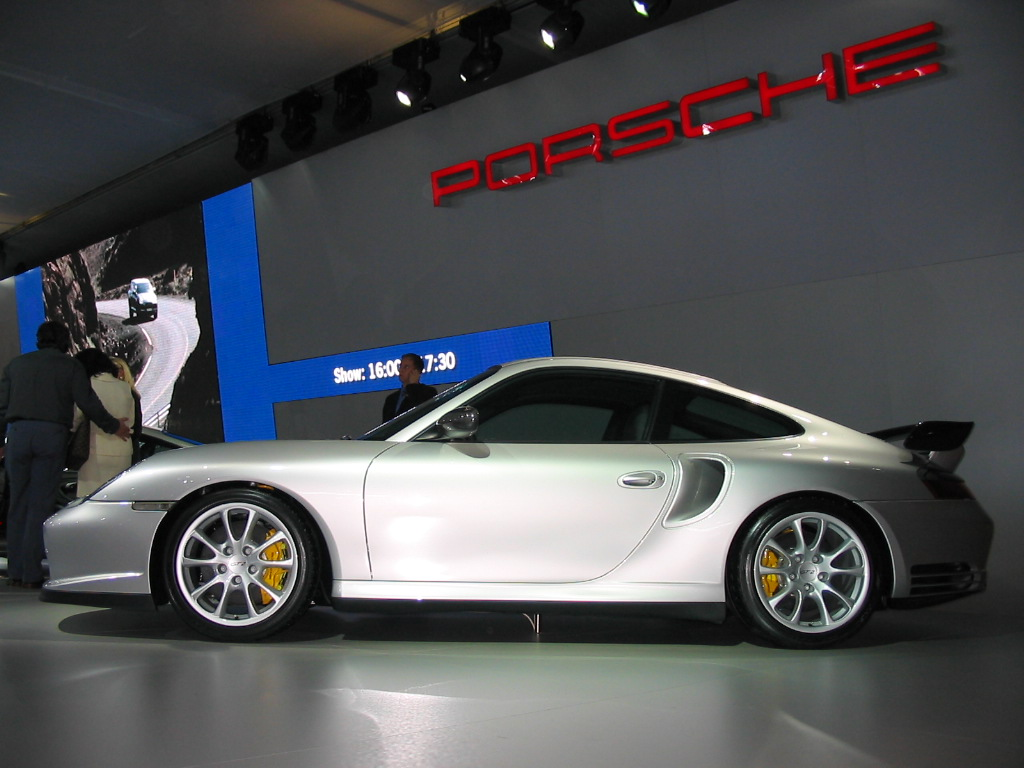
996 GT2

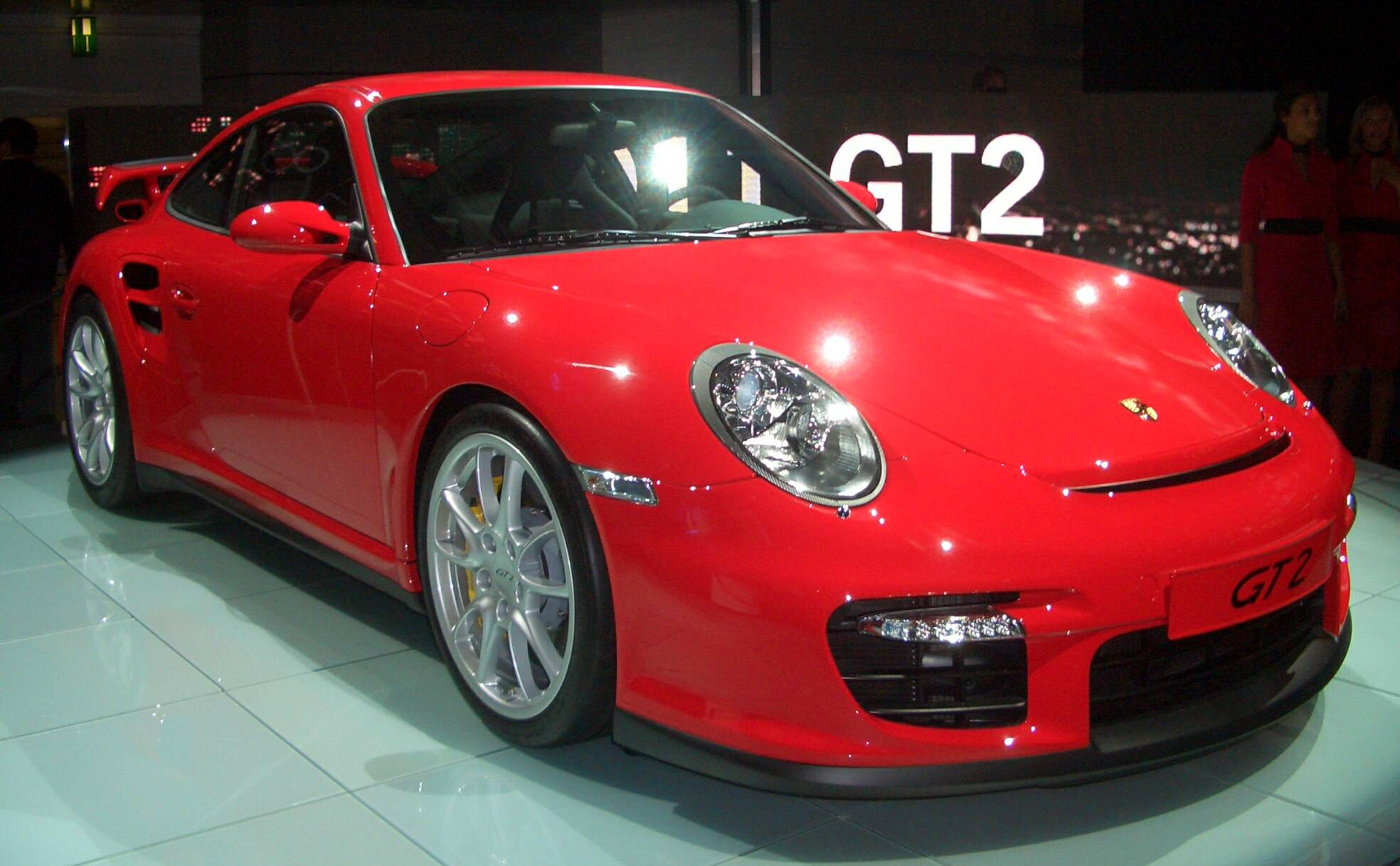
997 GT2
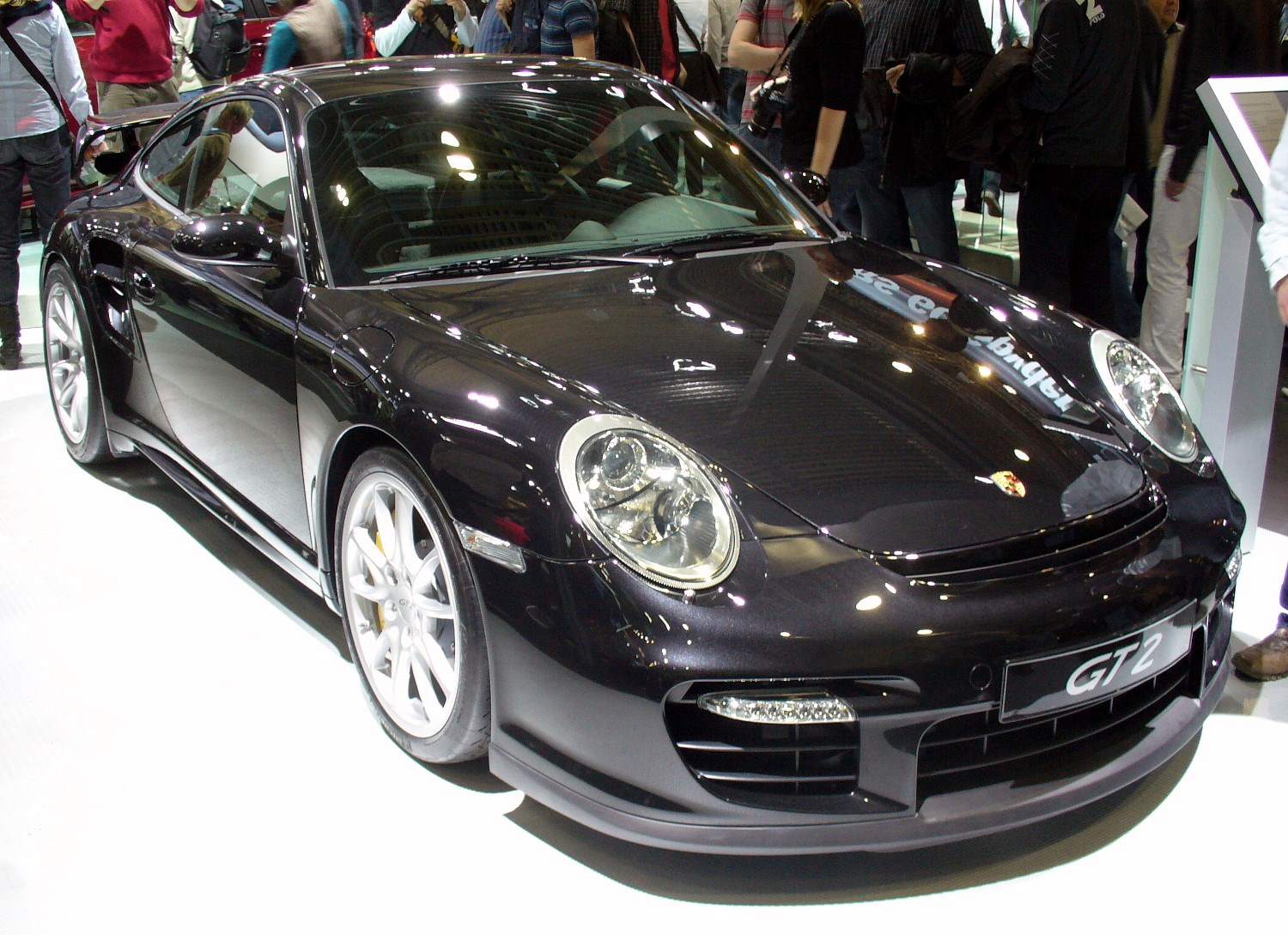
997 GT2
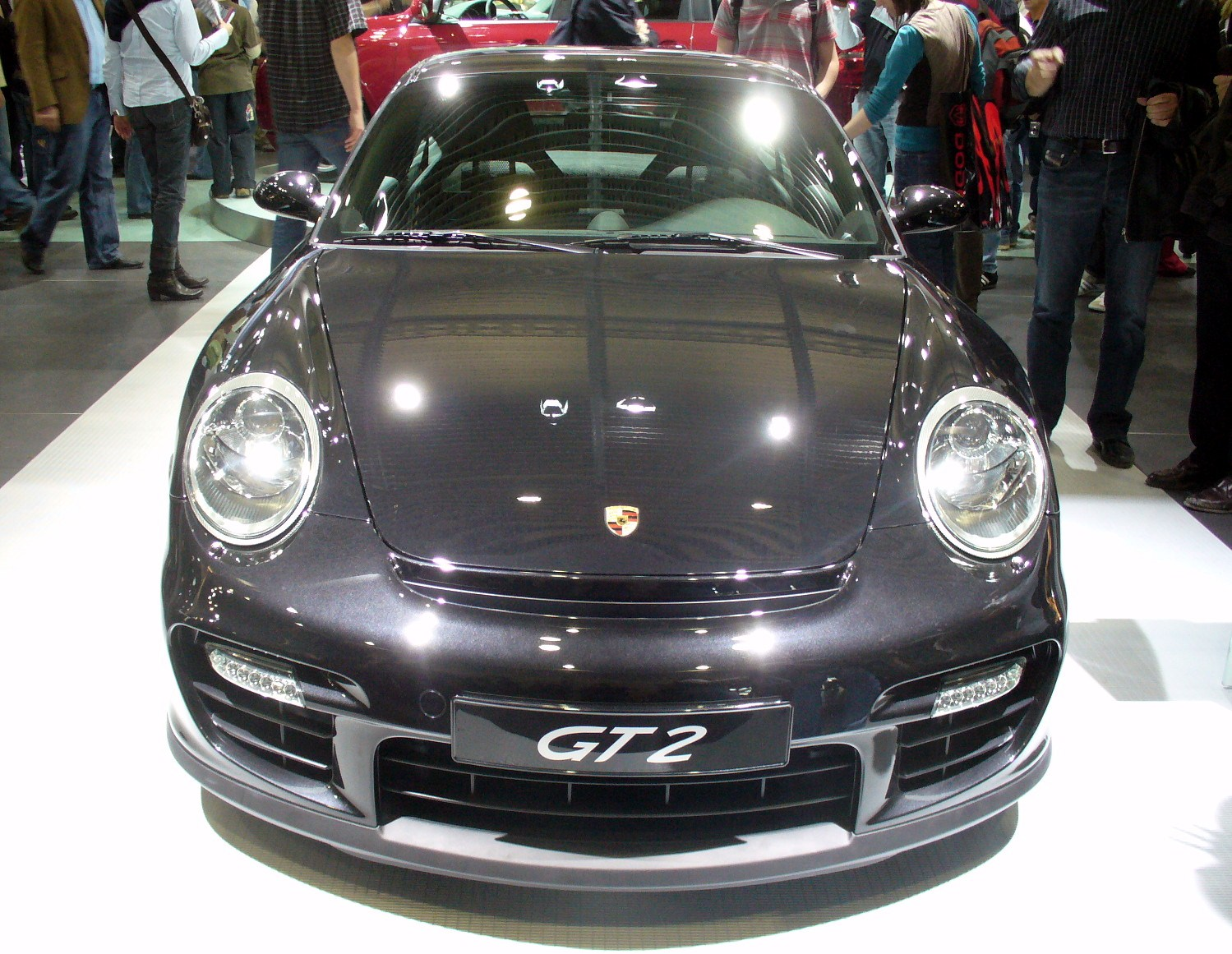
997 GT2
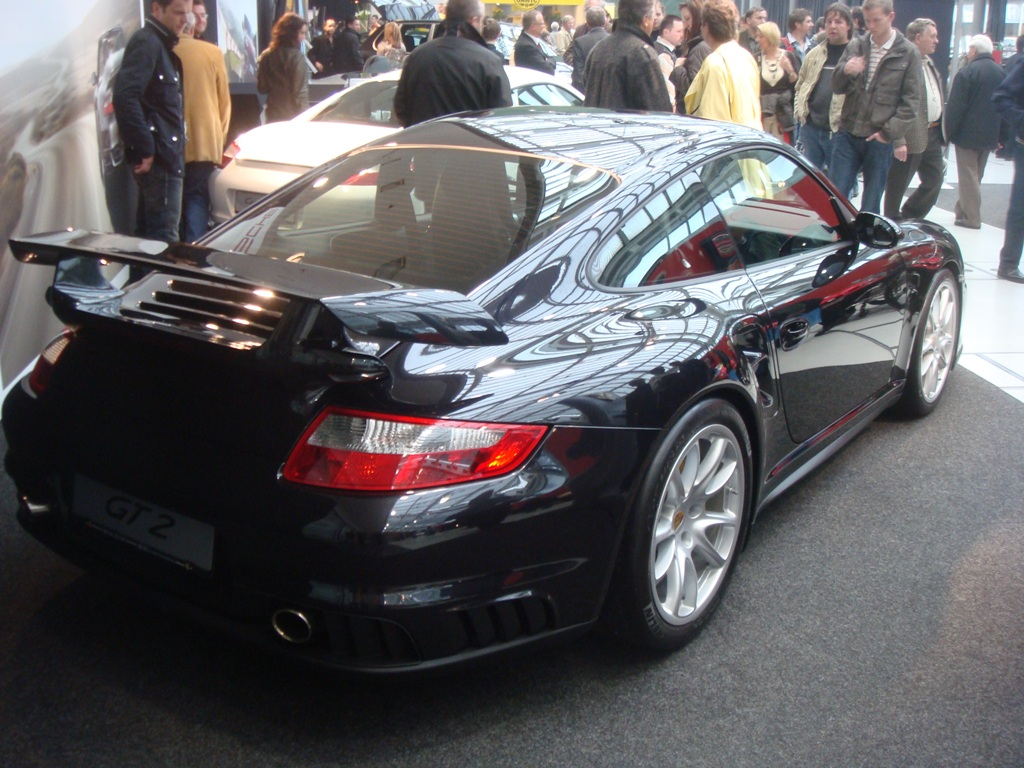
997 GT2
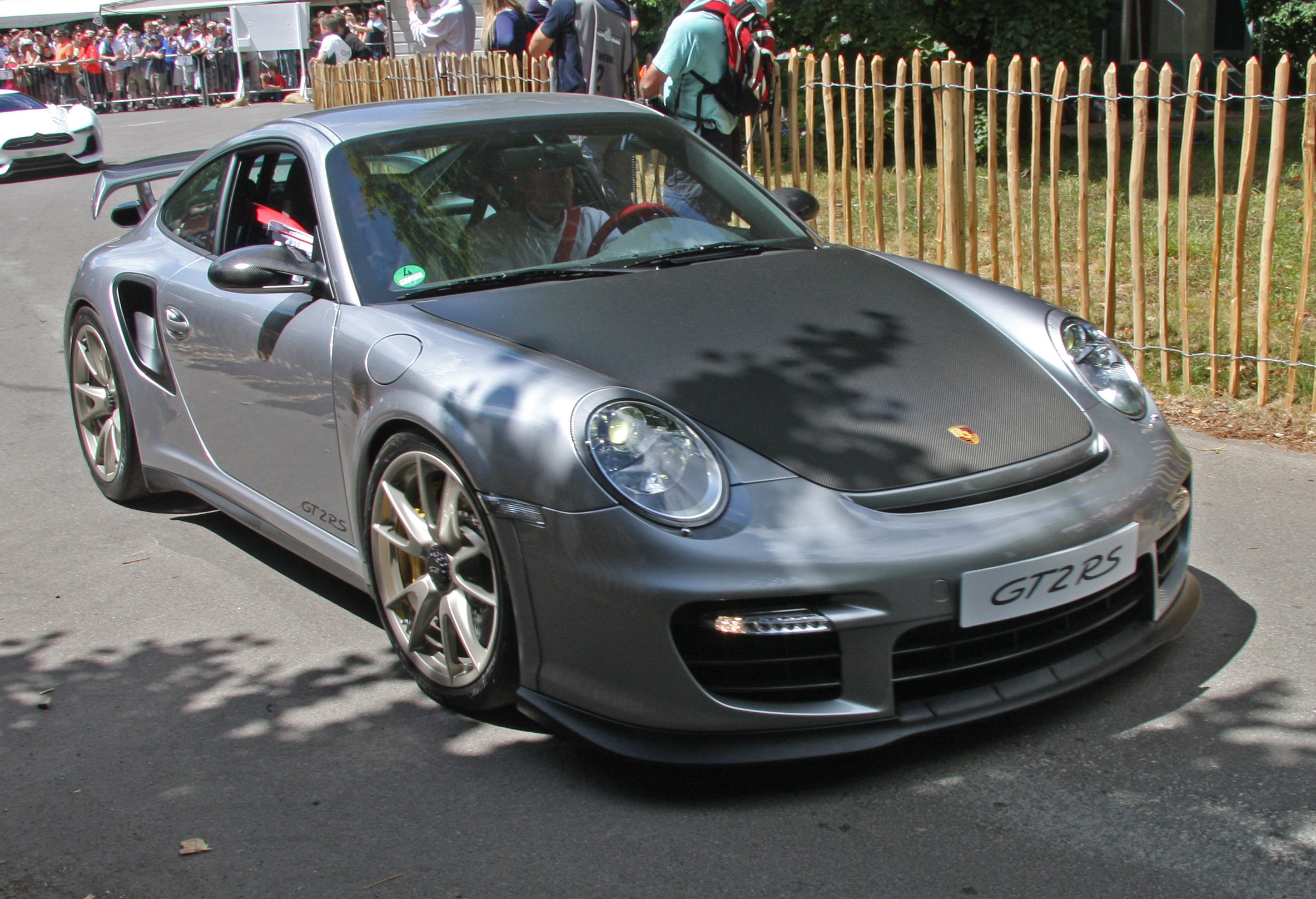
997 GT2 RS

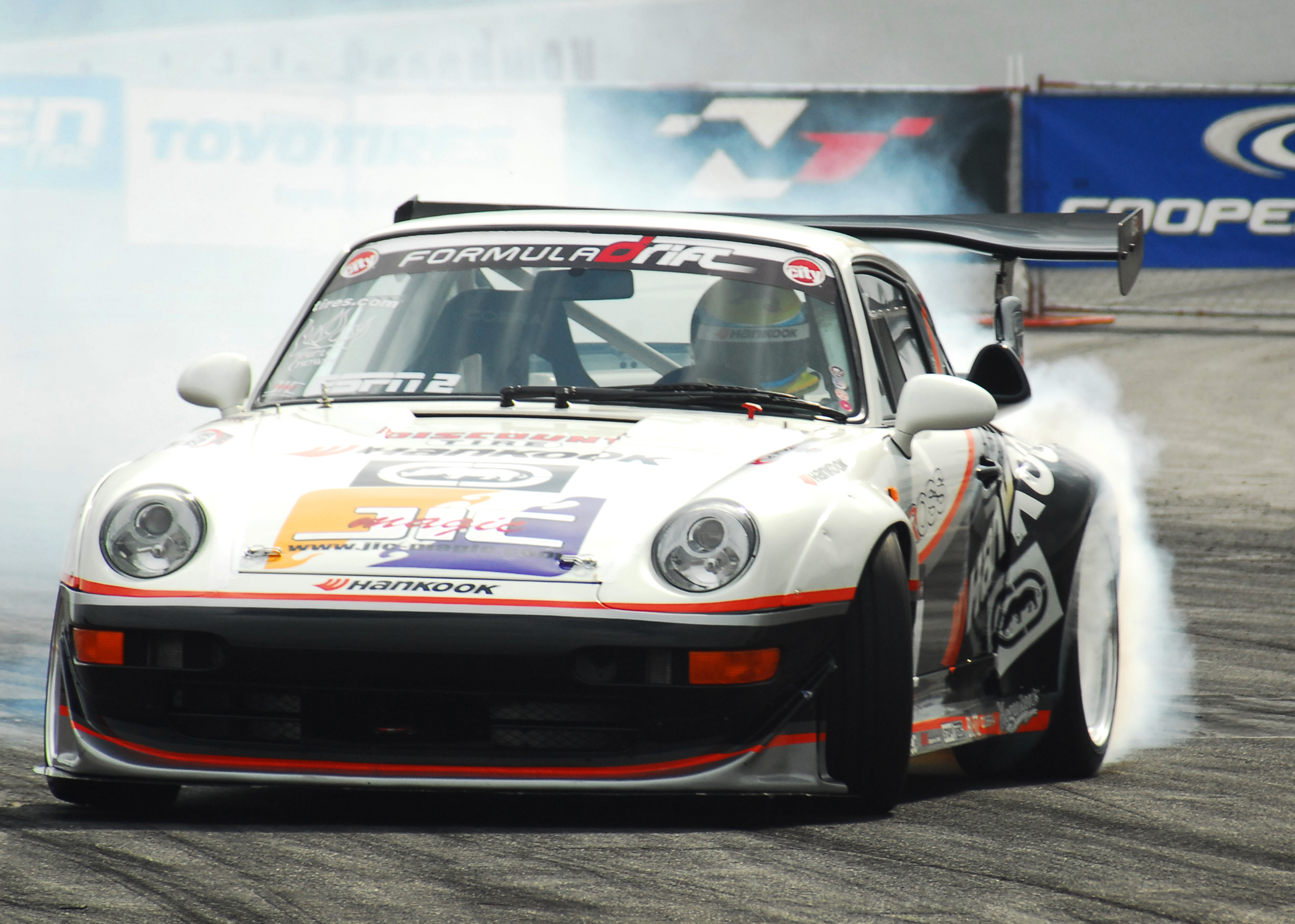
993 GT2
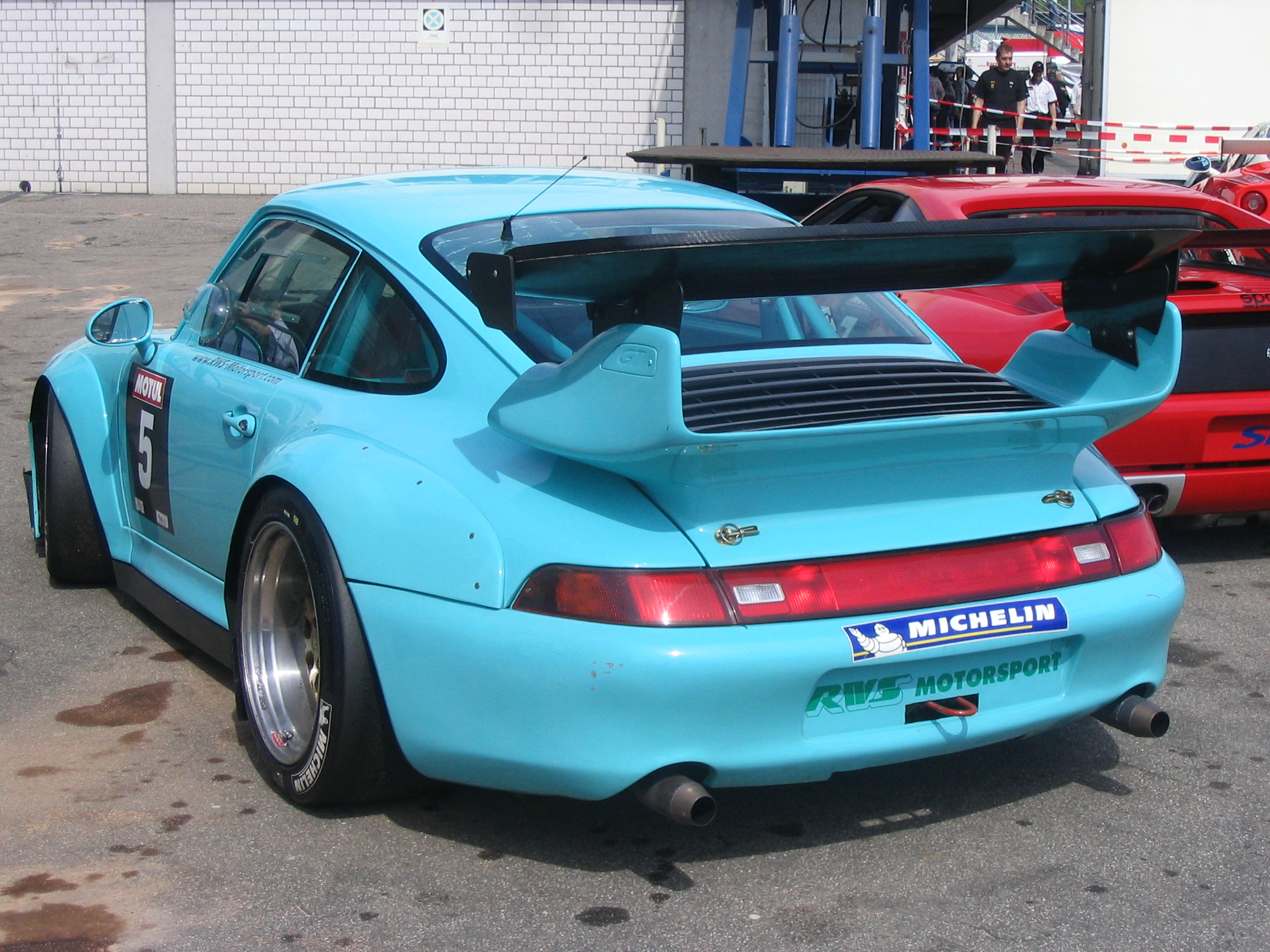
993 GT2
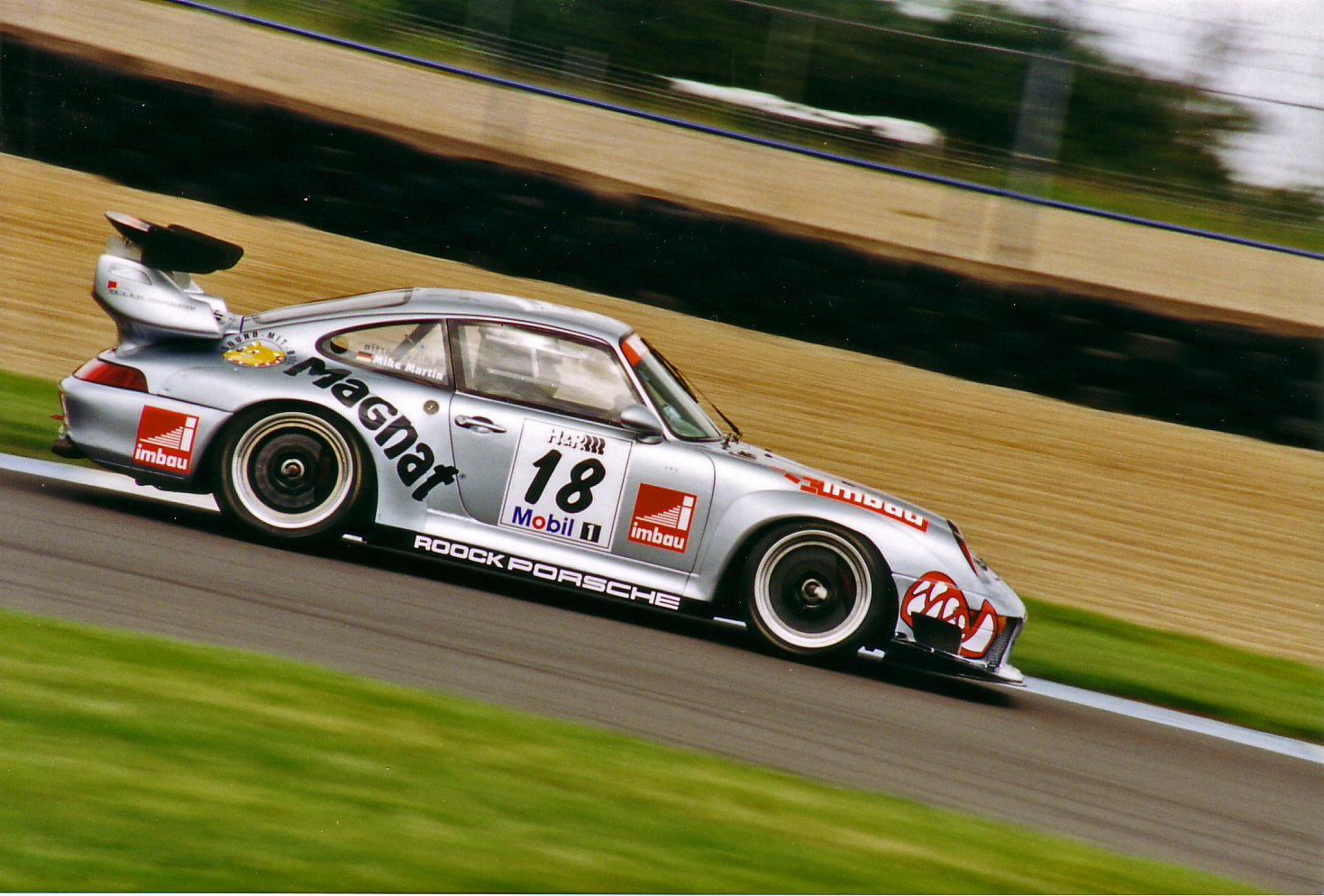
993 GT2

## 996 GT2

### Silnik ('00)
- B6 3,6 l (3600 cm³), 2 zawory na cylinder, DOHC, turbo
- Układ zasilania: wtrysk Bosch Motronic ME7.8
- Średnica cylindra × skok tłoka: 100,00 mm × 76,40 mm
- Stopień sprężania: 9,4:1
- Moc maksymalna: 462 KM (340 kW) przy 5700 obr./min
- Maksymalny moment obrotowy: 620 N•m przy 3500-4500 obr./min

### Osiągi ('00)
- Przyspieszenie 0-80 km/h: 2,9 s
- Przyspieszenie 0-100 km/h: 4,1 s
- Przyspieszenie 0-160 km/h: 8,9 s
- Czas przejazdu pierwszych 400 m: 11,9 s
- Czas przejazdu pierwszego kilometra: 21,9 s
- Prędkość maksymalna: 315 km/h

### Silnik ('03)
- B6 3,6 l (3600 cm³), 4 zawory na cylinder, DOHC, turbo
- Układ zasilania: wtrysk
- Średnica cylindra × skok tłoka: 100,00 mm × 76,40 mm
- Stopień sprężania: 9,4:1
- Moc maksymalna: 483 KM (355 kW) przy 5700 obr./min
- Maksymalny moment obrotowy: 640 N•m przy 3500 obr./min

### Osiągi ('03)
- Przyspieszenie 0-100 km/h: 4,0 s
- Prędkość maksymalna: 319 km/h

### Galeria
- 996 GT2
- 996 GT2
- 996 GT2
- 996 GT2

## 997 GT2

### Silnik
- B6 3,6 l (3600 cm³), 4 zawory na cylinder, DOHC, turbo
- Układ zasilania: wtrysk
- Średnica cylindra × skok tłoka: 100,00 mm × 76,40 mm
- Stopień sprężania: 9,0:1
- Moc maksymalna: 530 KM (390 kW) przy 6500 obr./min
- Maksymalny moment obrotowy: 680 N•m przy 2200-4500 obr./min

### Osiągi
- Przyspieszenie 0-80 km/h: 2,7 s
- Przyspieszenie 0-100 km/h: 3,6 s
- Przyspieszenie 0-160 km/h: 7,7 s
- Czas przejazdu pierwszych 400 m: 11,3 s
- Czas przejazdu pierwszego kilometra: 20,7 s
- Prędkość maksymalna: 329 km/h

### Silnik (RS)
- B6 3,6 l (3600 cm³), 4 zawory na cylinder, DOHC, turbo
- Układ zasilania: wtrysk
- Średnica cylindra × skok tłoka: 100,00 mm × 76,40 mm
- Stopień sprężania: 9,0:1
- Moc maksymalna: 620 KM (456 kW) przy 6500 obr./min
- Maksymalny moment obrotowy: 700 N•m przy 2500-5500 obr./min

### Osiągi (RS)
- Przyspieszenie 0-100 km/h: 3,5 s
- Przyspieszenie 0-160 km/h: 6,8 s
- Prędkość maksymalna: 330 km/h

### Galeria
- 997 GT2
- 997 GT2
- 997 GT2
- 997 GT2
- 997 GT2 RS

## 991 GT2 RS
Czwarta generacja topowej odmiany Porsche 911 została zaprezentowana w 2017 roku. Auto bazuje na drugiej odsłonie generacji 991 (991.2). Dokonano również zmiany w oznaczeniu, odtąd nie produkowano już wersji GT2, została ona zastąpiona oznaczeniem GT2 RS. Pod maskę trafił podwójnie doładowany 6 cylindrowy silnik o pojemności 3.8l generujący moc 700 KM.